# Орлово (Малопургинський район)
Орло́во (рос. Орлово, удм. Орлой) — присілок в Малопургинському районі Удмуртії, Росія.

## Населення
Населення — 139 осіб (2010; 122 в 2002).
Національний склад станом на 2002 рік:
- удмурти — 98 %